# Heriberto Jurado
Heriberto de Jesús Jurado Flores (Città del Messico, 3 gennaio 2005) è un calciatore messicano, attaccante del Cercle Bruges.

## Caratteristiche tecniche
Nel 2022, è stato inserito nella lista "Next Generation" dei sessanta migliori talenti nati nel 2005, redatta dal quotidiano inglese The Guardian.

## Carriera

### Club
Cresciuto nel settore giovanile del Necaxa, esordisce in prima squadra il 21 ottobre 2021, in occasione dell'incontro di Liga MX pareggiato per 1-1 contro il Toluca. Realizza il suo primo gol con la squadra e in campionato il 12 marzo 2022, siglando l'unica rete dell'incontro che vale la vittoria contro il Querétaro.

### Nazionale
Ha giocato nelle nazionali giovanili messicane Under-20 ed Under-23.

## Statistiche

### Presenze e reti nei club
Statistiche aggiornate al 17 settembre 2022.
| Stagione        | Squadra         | Campionato      | Campionato | Campionato | Coppe nazionali | Coppe nazionali | Coppe nazionali | Coppe continentali | Coppe continentali | Coppe continentali | Altre coppe | Altre coppe | Altre coppe | Totale | Totale |
| Stagione        | Squadra         | Comp            | Pres       | Reti       | Comp            | Pres            | Reti            | Comp               | Pres               | Reti               | Comp        | Pres        | Reti        | Pres   | Reti   |
| --------------- | --------------- | --------------- | ---------- | ---------- | --------------- | --------------- | --------------- | ------------------ | ------------------ | ------------------ | ----------- | ----------- | ----------- | ------ | ------ |
| 2021-2022       | Necaxa          | LM              | 17         | 1          |                 | -               | -               |                    | -                  | -                  |             | -           | -           | 17     | 1      |
| 2022-2023       | Necaxa          | LM              | 11         | 0          |                 | -               | -               |                    | -                  | -                  |             | -           | -           | 11     | 0      |
| Totale carriera | Totale carriera | Totale carriera | 28         | 1          |                 | -               | -               |                    | -                  | -                  |             | -           | -           | 28     | 1      |